# Revelles
Revelles là một xã ở tỉnh Somme, vùng Hauts-de-France, Pháp.

## Địa lý
Thị trấn này tọa lạc around 8 dặm Anh về phía tây nam của Amiens, trên giao lộ đường D51 và đường D97.

## Dân số
| 1962                                                         | 1968 | 1975 | 1982 | 1990 | 1999 |
| ------------------------------------------------------------ | ---- | ---- | ---- | ---- | ---- |
| 337                                                          | 346  | 362  | 396  | 466  | 506  |
| Số liệu điều tra dân số từ năm 1962, dân số không tính trùng |      |      |      |      |      |